# Kostel svatého Cyrila a Metoděje (Kroměříž)
Kostel svatého Cyrila a Metoděje je katolický kostel stojící v centrální části areálu Psychiatrické nemocnice v Kroměříži zasvěcený zasvěcený svatým Cyrilovi a Metodějovi. Celý areál včetně kostela, postavený v působivém dobovém secesním stylu podle projektu architektů Huberta Gessnera a Josefa Šálka je kulturní památkou České republiky evidovanou v Ústředním seznamu kulturních památek České republiky pod rejstříkovým číslem 15643/7-6017. Konání mše svaté s nedělní platností zde každou sobotu v 16.30 hod zajišťuje Římskokatolická farnost svatého Mořice.

## Historie

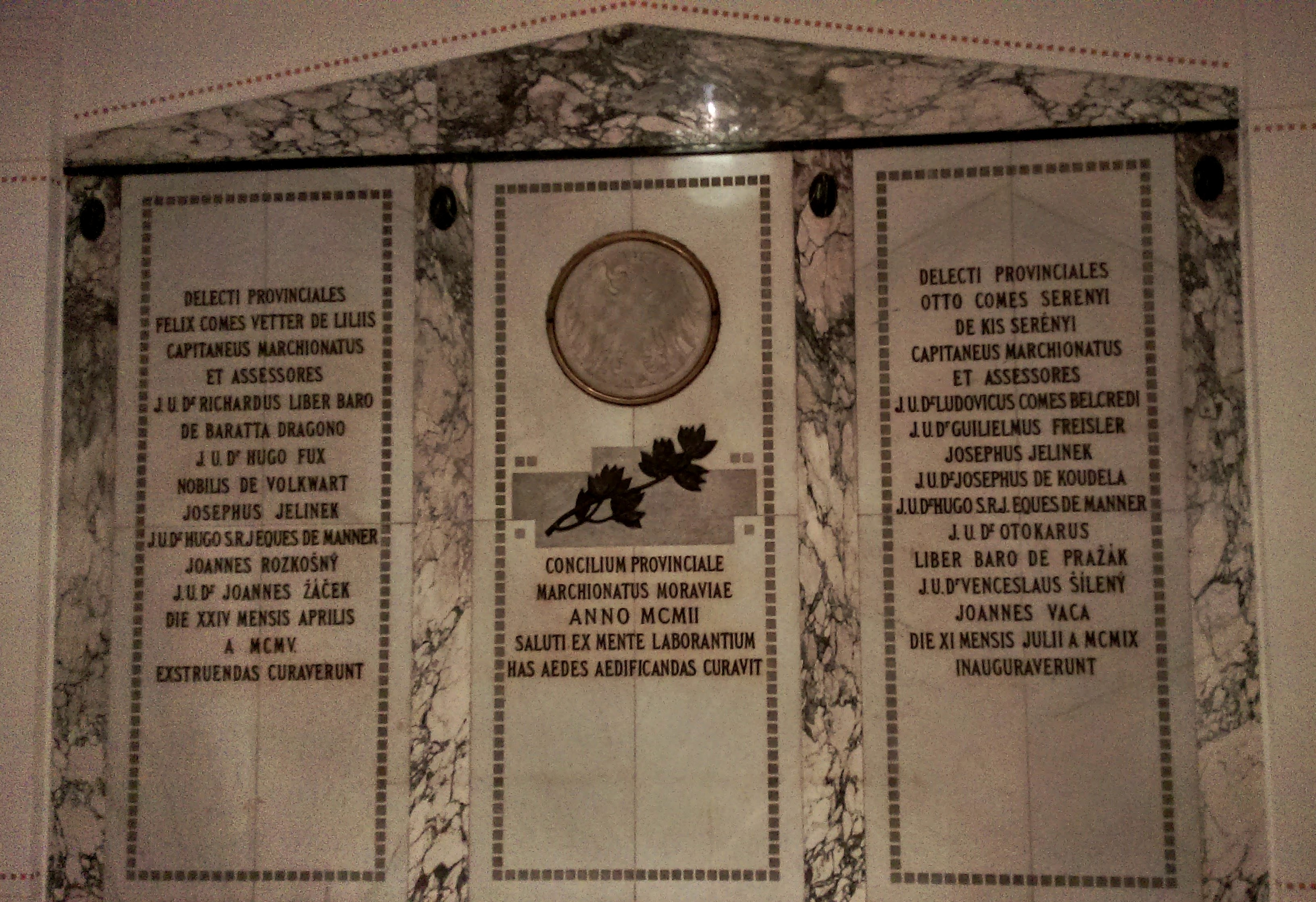
Pamětní deska zakladatelům

Podle mramorové pamětní desky umístěné ve vestibulu administrativní budovy Zemského léčebného ústavu císaře Františka Josefa I. v Kroměříži (původní název Psychiatrické nemocnice v Kroměříži) se postaral roku 1902 vystavěti tyto budovy ke zdraví strádajícím na mysli Zemský sněm markrabství moravského. Vlastní stavba probíhala v letech 1904–1909. Ústavní kostel (s označením pavilon 28) slavnostně vysvětil v duchu svého biskupského hesla „Chci kráčet ve stopách svatého Cyrila a Metoděje“ olomoucký arcibiskup František Saleský Bauer dne 11. července 1909.
Od počátku existence kostela až do roku 1920 zde vykonával pastoraci katolický kněz a později biskup pravoslavné církve v Československu Matěj Pavlík.

## Popis

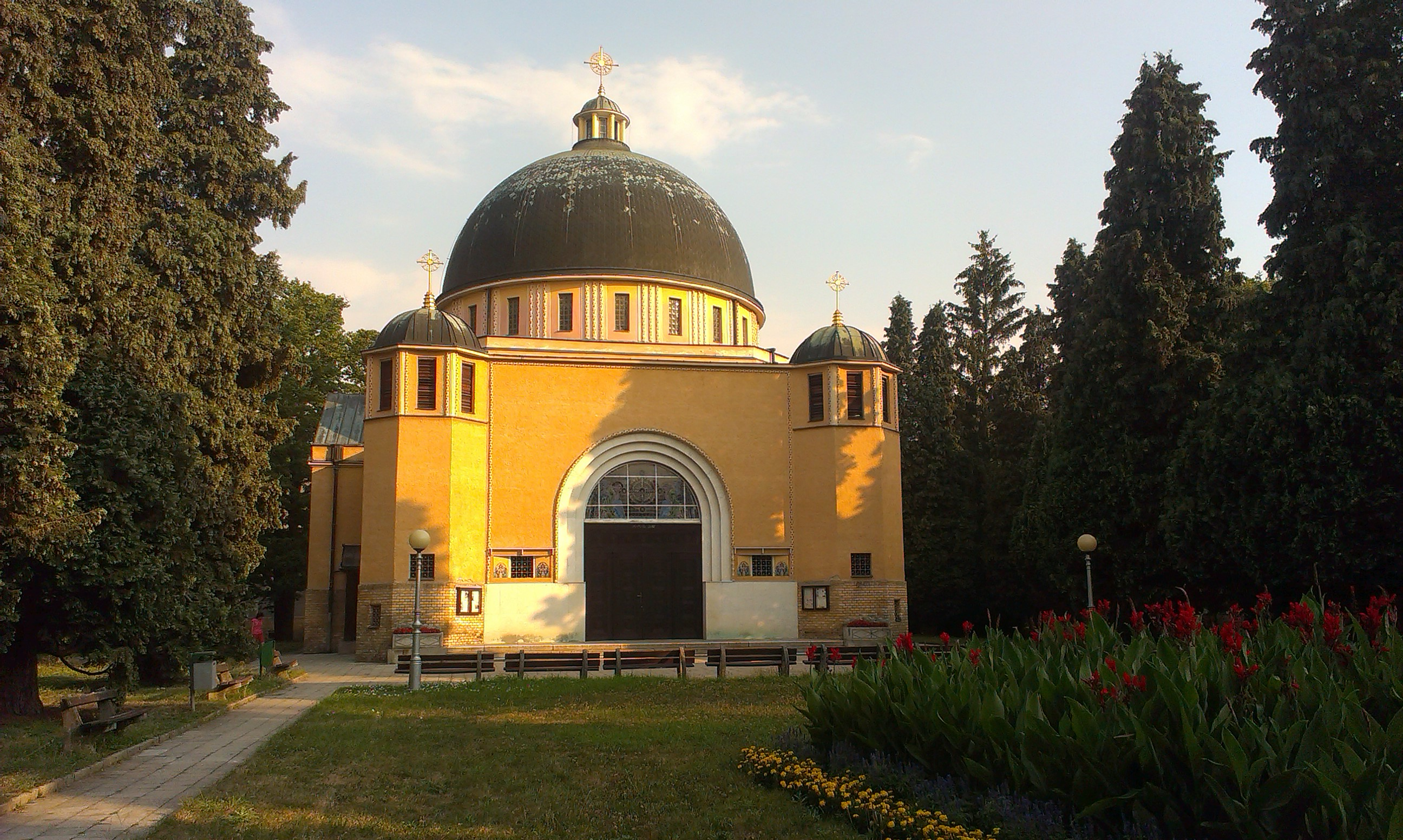
Pohled na vstupní portál

Hubert Gessner navázal na projekt svého učitele profesora Otto Wagnera, který v letech 1902–1904 navrhl kostel svatého Leopolda v ústavu pro duševně choré ve vídeňském 16. okrese (Kirche am Steinhof). Symetrickou stavbu navrhl jako dobově frekventovanou palladiánskou centrálu na půdorysu řeckého kříže s 27 metrů vysokou dvojitou železobetonovou kopulí s lucernou. Původně byla střecha pokryta žlutými glazovanými taškami, které na kopuli přidržovaly drátěné háčky. Místní úsloví: „Půjdeš pod žlutou báň...“ svědčí o tom, že kostel svým vzhledem dal jméno celému ústavu. Stavba se stala protějškem rotundy v sousední raně barokní Květné zahradě.

## Interiér
Kostel má kapacitu 90 míst k sezení a 298 míst k stání. Hubert Gessner navrhoval i vnitřní vybavení kostela v kombinaci mramoru, mosazi a skla. Půlkruhové nadpraží hlavního vstupu a všechna okna jsou opatřeny vitrážemi. V interiéru kostela se v levé části chrámové lodi nalézá kazatelna z růžového, černě žíhaného mramoru, na protilehlé straně dřevěná socha Panny Marie Lurdské stojící na podstavci ze stejného kamene, dále barevná vitráž s postavami klečících andělů a v hlavním oltáři relikvie svaté Florentiny, svatého Aureilia a svatého Inocence. Autorem malířské výzdoby včetně oltářní malby „Příchod věrozvěstů Cyrila a Metoděje na Moravu“ byl akademický malíř Jano Köhler. Byl také autorem mozaik s anděly uctívajícími monstranci na postranních stěnách kostela. Köhlerovu fresku nad oltářem restauroval v roce 1993 akademický malíř a restaurátor František Sysel. Mozaiky po obou stranách hlavního vstupu restauroval v roce 1999 Jaromír Hanzelka.